# Clubiona newnani
Clubiona newnani este o specie de păianjeni din genul Clubiona, familia Clubionidae, descrisă de Ivie și Barrows, 1935. Conform Catalogue of Life specia Clubiona newnani nu are subspecii cunoscute.